# 沈阳茂业中心
沈阳茂业中心位于沈阳市沈河区青年大街，曾經是中国东北第一高楼，其主塔楼高310.95m。该建筑占地2.56万平方米，建筑面积42万平方米，包括主塔楼、公寓楼、住宅楼三幢建筑。茂业中心由深圳茂业国际与上海建工集团所建，2007年9月动工，主塔楼2011年11月8日封顶。主塔楼在结构上为钢筋混凝土核心、钢结构框架，外框为钢管混凝土柱。